# 賈田祖
賈田祖（1714年—1777年），字稻孫，號禮畊，高郵州人。

## 生平
生於康熙五十三年（1714年），乾隆四十二年（1777年），在前往泰州應試途中因病而卒。
為人好學，尤其喜愛左氏春秋，有《春秋左氏通解》；且擅長作詩，所作三千餘篇，有《賈稻孫集》。有廩膳生、諸生的身分，與陽湖洪稚存及同里的李惇、王念孫友好。
汪中誌其墓稱：「田祖好學多所瞻涉，喜《左氏春秋》，未嘗去手，旁行斜上，朱墨爛然！善為詩，所作三千餘篇性明達，於釋，老，神，怪，陰陽，拘忌，及宋儒道學無所惑，伯兄有錮疾，喜怒失中，君事之曲得其欲。與陽湖洪稚存同里李惇王念孫友善，矜立名節，猛志疾邪」